# Digitaria hydrophila
Digitaria hydrophila är en gräsart som beskrevs av Van der Veken. Digitaria hydrophila ingår i släktet fingerhirser, och familjen gräs. Inga underarter finns listade i Catalogue of Life.